# Rodolfo Ian Uricchio
Rodolfo Troncone, conocido como Rodolfo Ian Uricchio (Montevideo, 1919-18 de abril de 2007), fue un artista visual uruguayo integrante del movimiento Madí.

## Biografía
Fue bautizado artista madí como Ian Uricchio en el café Tupí Nambá a partir de variaciones de los apellidos de sus abuelos Ianuzzi y Oricchio, en una ceremonia comandada por Gyula Kosice, ya que para ser Madí era imprescindible tener un nombre fuera de lo común.
Desde niño se sentía atraído por los juguetes y objetos mecánicos, sin instrucción académica y con gran destreza manual comenzó a elaborar objetos articulados de madera, pintados de blanco y negro, articulados por tornillos y resortes. 
Su primera aparición con el movimiento Madí es en la muestra de AIAPE (Asociación de intelectuales, artistas, periodistas y escritores) en Montevideo en 1946, junto con Rhod Rothfuss, Gyula Kosice, Carmelo Arden Quin y Martín Blaszko entre otros. Luego participó en Salon des réalités nouvelles en París identificado con el grupo argentino Madí, pero en el que también se encontraban los uruguayos Uricchio y Rothfuss. Participó de la muestra Arte no-figurativo en la Facultad de Arquitectura de Montevideo e integró la muestra "Los primeros 15 años de Madí" en el Museo de Arte Moderno de Buenos Aires. Continuó vinculado al movimiento hasta 1954, luego su actividad pública fue disminuyendo, dedicado a su familia y a su trabajo no artístico, aunque continuó creando piezas de carácter Madí en su taller.
En 1994 Mario Sagradini lo invita a exponer en el Museo Blanes y a partir de ese año comienza a exponer nuevamente. En 1998 realiza otra exposición en el Museo Blanes y continúa activo exponiendo sus obras en los años siguientes.
En 2003 recibió el Premio B'nai B'rith en artes plásticas y en 2005 el Premio Figari en reconocimiento a su trayectoria.

## Exposiciones individuales
- Uricchio & Troncone, Museo Municipal de Bellas Artes Juan Manuel Blanes, Montevideo, Uruguay (1994)
- Uricchio & Troncone, Museo Municipal de Bellas Artes Juan Manuel Blanes, Montevideo, Uruguay (1998)
- Rodolfo Ian Uricchio, Obras recientes”. Centro Cultural Lapido. Montevideo, Uruguay (2004)
- Uricchio: XI Premio Figari, Espacio Figari BCU, Montevideo, Uruguay (2006)

## Exposiciones colectivas
- Primera Muestra Internacional de Arte Madí. Salón de AIAPE. Montevideo, Uruguay (1946)
- Salon des Réalités Nouvelles, París, Francia (1948)
- Teatro del Pueblo, Buenos Aires, Argentina (1948)
- Sala Sadi Carnot. Buenos Aires, Argentina (1948)
- Salon des Rélités Nouvelles, París, Francia (1949)
- Arte no-figurativo, Facultad de Arquitectura de la Universidad de la República, Montevideo, Uruguay (1952)
- Ateneo del Chaco. Chaco, Argentina (1953)
- Exposición Arte Madí Internacional, Galería Bonino, Buenos Aires, Argentina (1956)
- Los primeros 15 años de Madí, Museo de Arte Moderno de Buenos Aires, Argentina (1961)
- Vanguardias de la década del 40, Museo Sívori, Buenos Aires, Argentina (1980)
- Arte Madí, Museo Nacional Centro de Arte Reina Sofía. Madrid. España (1997)
- Arte Madí,Museo Extremeño e Iberoamericano de Arte Contemporáneo, Mérida, España (1997)
- Ojo 2000: Interferencias de arte, Facultad de Arquitectura, Montevideo, Uruguay (2000)
- Abstract art from Río de la Plata. Buenos Aires and Montevideo, American Society, Nueva York (2001)
- Abstract art from Río de la Plata. Buenos Aires and Montevideo, Museo Rufino Tamayo, México (2002)
- Arte Abstracto Argentino, Galería d’Arte Moderna e Contemporaneo di Bergamo, Italia (2002)
- Arte Abstracto Argentino, Fundación Proa, Buenos Aires, Argentina (2003)
- Carpe Diem, Centro Cultural Lapido, Montevideo, Uruguay (2003)
- Salón Municipal, Centro Municipal de Exposiciones, Montevideo, Uruguay (2003)
- Salón Municipal, Centro Municipal de Exposiciones. Montevideo, Uruguay (2004)
- Banco de niebla, Centro Cultural de España, Montevideo, Uruguay (2004)